# Xanthoparmelia zimbabwana
Xanthoparmelia zimbabwana är en lavart som beskrevs av Elix & U. Becker. Xanthoparmelia zimbabwana ingår i släktet Xanthoparmelia och familjen Parmeliaceae.   Inga underarter finns listade i Catalogue of Life.